# По той бік добра і зла
По той бік добра і зла. Прелюдія до філософії майбутнього (нім. Jenseits von Gut und Böse. Vorspiel einer Philosophie der Zukunft) — філософська робота німецького філософа Фрідріха Ніцше. Робота називається По той бік добра і зла, Прелюдія до філософії майбутнього є її підзаголовком.
Рукопис твору було закінчено зимою 1885—1886 років. Спочатку Ніцше хотів видати її в лейпцизькому видавництві Г.Креднера, однак йому відповіли відмовою. Після він звернувся в берлінське видавництво Карла Дункер, де також йому було відмовлено. У підсумку Ніцше видав книгу за свій рахунок, вона вийшла в серпні 1886 року в лейпцизькому видавництві К. Г. Наумана. За десять місяців з дня виходу книги було продано всього 114 екземплярів.

## Фрідріх Ніцше про свою книгу
Жахлива книга, яка витікає цього разу з моєї душі, — дуже чорна, майже каракатиця. Вона мене бадьорить — так ніби я взяв щось «за роги»: цілком очевидно, не «бика».

## Теми, що порушуються в книзі
З чотирьох творів «пізнього періоду», «По той бік добра і зла» найбільше нагадує афористичний стиль середнього періоду. Він викриває недоліки тих, кого зазвичай називають «філософами» і виявляє якості «нових філософів»: уява, наполегливість, оригінальність і «створення цінностей». Потім він оскаржує деякі з основних передумов старої філософської традиції на зразок «самосвідомості», «знання», «істини» і «свободи волі», пояснюючи їх винаходом моральної свідомості. Замість них він пропонує як пояснення будь-якої поведінки потяг до влади. Він виробляє переоцінку гуманістичних переконань, вказуючи що навіть жадоба влади, привласнення і спричинення болю слабкому не є абсолютно поганою.

## Реакція і відгуки
Реакція на дану роботу Ніцше була найрізноманітнішою. До Ф. Овербека Ніцше писав наступне: 
 І ось же прохання, старий друже: прочитай її всю і утримайся від почуття гіркоти і відчуження — «зберися з силами», всіма силами Твоєї прихильності до мене, Твоєї терплячої і стократно випробуваної прихильності — якщо книга виявиться Тобі під силу, то, може статися, це не пошириться на сотню частковостей! Може статися також, що вона слугуватиме тому, щоб прояснити в чомусь мого Заратустру, який тому й є незрозумілою книгою, що весь сходить до переживань, не розділених мною ні з ким. Якби я міг довести до Тебе в словах моє почуття самотності! Ні серед живих, ні серед мертвих немає у мене нікого, з ким я почував би себе рідним. Це невимовно страшно, і тільки те, що я приловчився зносити це почуття і з дитячих років поступово розвивав його в собі, вселяє мені впевненість у тому, що я ще не пропаща людина. — В іншому задача, заради якої я живу, лежить переді мною в повної ясності — як якийсь factum невимовної скорботи, але просвітленої свідомістю того, що в ньому таїться велич, якщо тільки завданню смертного було коли-небудь притаманна велич 
Овербек нічого не відповів на цей лист. Ервін Роде також промовчав. Мальвіда фон Мейзенбург (яка дотримувалася ідеалістичних поглядів) Ніцше взагалі заборонив читати його книгу. Якоб Буркхардт похвалив книгу в плані її «історичних прозрінь». Похвальний відгук на книгу прийшов також з Парижа від Іполита Тена. У Брамса вона викликала «жвавий інтерес».

Редактор бернського видання «Бунд» І. В. Видман писав: 
 Ті запаси динаміту, які були використані при будівництві Готардскої дороги, зберігалися під чорним попереджувальним прапором, що вказує на смертельну небезпеку. — Тільки в цьому сенсі говоримо ми про нову книгу філософа Ніцше як про небезпечну книгу. 

## Переклади українською
- Фрідріх НІцше. По той бік добра і зла (Прелюдія до філософії майбутнього). Генеалогія моралі: пер. з нім. / Фрідріх Ніцше; Пер. Анатолій Онишко; Вступ Сільс-Марія; Ред. Петро Таращук.– Львів: Літопис, 2002.– 320 с. ISBN 966-7007-64-1